# Wauwaluk
Wauwaluk (Wawilak) – u australijskiego plemienia Leagulawulmirree boginie płodności i córki Kunapipi.